# Kultura organizacyjna
Kultura organizacyjna (ang. organizational culture, corporate culture) instytucji to podstawowe pojęcie w nowoczesnej teorii zarządzania, w tzw. podejściu kulturowym.

## Definicja
Wybrane definicje kultury organizacji w psychologii zarządzania:
"System znaczeń przyjmowanych przez członków organizacji, odróżniający tę organizację od innych".
- Stephen P. Robbins

"Całość fundamentalnych założeń, które dana grupa wymyśliła, odkryła lub stworzyła, ucząc się adaptacji do środowiska i integracji wewnętrznej".
- E. Schein

"Zbiór wierzeń, przekonań, szerzących się w firmie, dotyczących tego, jak prowadzić interesy, jak powinni zachowywać się pracownicy i jak powinni być traktowani".
- L.W. Rue, P.G. Holland

"Właściwy klimat organizacyjny i sposób zarządzania, system zachęt, kwalifikacji, stosunki międzyludzkie".
- E. Piętkiewicz, S. Kałużny

"Niepisane, przestrzegane często podświadomie zasady, które wypełniają lukę między tym, co napisane, a tym co się rzeczywiście dzieje. Kultura dotyczy wspólnych poglądów, ideologii, wartości, przekonań, oczekiwań i norm".
- R. Deshapande, R. Parasurman

"Zespół wartości, tradycji, przekonań, postaw, które są istotą wszystkiego, co się robi i myśli w organizacji. Jest ona zasilana przez system obrzędów, rytuałów, wzorców komunikowania się, nieformalnych struktur".
- L.J. Mullins

## Czynniki wpływające na kulturę organizacyjną
Badaniami nad kulturą organizacyjną instytucji zajmowała się m.in. amerykańska psycholog C.Anderson. Wyodrębniła 4 elementy, jakie mają wpływ na kulturę organizacyjną, każdy kolejny wymiar traktowany jest jako istotniejszy:

### Ekologiczny
- zewnętrzny
otoczenie, które wpływa na klimat instytucji: inny jest w stylowym budynku z tradycjami, inny w "pudełku" w środku blokowiska.
- wewnętrzny
architektura, estetyka, kolorystyka, oświetlenie, rodzaj i jakość sprzętu

### Skumulowane cechy zespołu
Są to cechy zespołu, które przeważają w danej instytucji. Przykładowe cechy zespołu:
- płeć
Jeśli instytucja ma przewagę jednej płci, mówi się wówczas o płci instytucji. Inaczej zarządza się kulturą kobiecą, inaczej męską, np. kobiety są bardziej komunikatywne, emocjonalne, powodują szybkie rozładowanie konfliktów, są mniej skierowane na podejmowanie ryzyka.
- wiek
Generalnie należy liczyć się z tym, że firma zatrudniająca pracowników w starszym wieku będzie bardziej oporna na zmiany, wprowadzanie nowoczesnych technologii.
- generacja
Dzisiejszy dwudziestolatek jest inny niż dawniej, mają na to wpływ np. wydarzenia historyczne, polityczne
- doświadczenie
Już nie generacyjne, ale ludzkie -inaczej zarządza się firmą, w której jest przewaga nowych pracowników niż stabilnym od lat zespołem.

### System społeczny instytucji
- struktura
Struktura organizacyjna ma istotny wpływ na kulturę organizacji. Istnieją różne typy struktur o różnej hierarchii, jeśli w firmie jest nadmierna liczba szczebli, przepływ informacji może zostać znacznie ograniczony, ponieważ jest filtrowana (jest to bardzo częste zjawisko -blokowania informacji).

- sposoby podejmowania decyzji
Mniej lub bardziej scentralizowane, np. w niektórych instytucjach o wszystkim decyzję podejmuje dyrektor, w innych uprawnienia są delegowane.

- procesy komunikacji:
  - formalne (np. informacje są przekazywane wyłącznie na piśmie)
  - interpersonalne

### System normatywny
- normy
reguły, zasady, jakie obowiązują w instytucji (pisane i niepisane)
- wartości (system wartości)
co sobie dana instytucja ceni
- system znaczeń
System znaczeń wiąże się z systemem wartości. W każdej instytucji jest on podobny, ale w zależności od charakteru instytucji, kładziony jest różny nacisk na poszczególne elementy, np. w centrum szkoły jest rozwój dziecka, policji – bezpieczeństwo. Ale bezpieczeństwo też może mieć różne znaczenia, np. w jednym miejscu zwiększenie liczby policjantów na ulicach może być traktowane jako zwiększenie poczucie bezpieczeństwa, a gdzie indziej wręcz przeciwnie. Również różnie buduje się szkołę, bo istnieją różne pojęcia rozwoju.